# December’s Children (And Everybody’s)
December’s Children (And Everybody’s) – piąty w Stanach Zjednoczonych album grupy The Rolling Stones.

## Lista utworów
Strona 1
1. „She Said Yeah” (Sonny Christy/Roddy Jackson) – 1:34
2. „Talkin' About You” (Chuck Berry) – 2:31
3. „You Better Move On” (Arthur Alexander) – 2:39
  - Wydany po raz pierwszy w WB w styczniu 1964 na EP The Rolling Stones
4. „Look What You've Done” (McKinley Morganfield) – 2:16
  - Jedyne dostępne źródło tej piosenki w całej dyskografii The Rolling Stones
5. „The Singer Not the Song” – 2:22
  - Wydany jako strona B singla „Get Off of My Cloud” w Wielkiej Brytanii
6. „Route 66” live (Bobby Troup) – 2:39

Strona 2
1. „Get off of My Cloud” – 2:55
2. „I’m Free” – 2:23
  - Wydany jako strona B singla „Get Off of My Cloud” w USA
3. „As Tears Go By” (Mick Jagger/Keith Richards/Andrew Loog Oldham) – 2:45
  - Napisany w 1964 dla Marianne Faithfull i przez nią wydany na singlu.
4. „Gotta Get Away” – 2:07
5. „Blue Turns to Grey” – 2:29
  - Jedyne dostępne źródło tej piosenki
6. „I’m Movin’ On” live (Hank Snow) – 2:14
  - Utwory 6 i 12 nagrane na koncercie w marcu 1965 w Anglii i po raz pierwszy wydany w czerwcu na EP Got Live If You Want It!

## Muzycy
- Brian Jones – gitara, harmonijka, pianino, organy
- Mick Jagger – wokal, harmonijka
- Keith Richards – gitara, wokal
- Charlie Watts – perkusja
- Bill Wyman – gitara basowa
- Jack Nitzsche – pianino, organy, perkusja
- Ian Stewart – pianino, organy, marimba, perkusja
- JW Alexander – perkusja

## Listy przebojów

### Album
| Rok  | Lista                | Pozycja |
| ---- | -------------------- | ------- |
| 1965 | Billboard Pop Albums | 8       |
| 1966 | Billboard Pop Albums | 4       |

### Single
| Rok  | Single                | Lista                 | Pozycja |
| ---- | --------------------- | --------------------- | ------- |
| 1965 | „Get Off of My Cloud” | UK Top 50 Singles     | 1       |
| 1965 | „Get Off of My Cloud” | The Billboard Hot 100 | 1       |
| 1966 | „As Tears Go By”      | The Billboard Hot 100 | 6       |

## Certyfikaty i sprzedaż
| Kraj                     | Certyfikat  | Sprzedaż |
| ------------------------ | ----------- | -------- |
| Stany Zjednoczone (RIAA) | złota płyta | 500 000+ |